# Автобан A59 (Німеччина)
Федеральний автобан A59 (A59, нім. Bundesautobahn 59)  – автобан у Північному Рейні-Вестфалія складається з трьох переривчастих ділянок. Найпівнічніша проходить від нижньої течії Нижнього Рейну безпосередньо на межі міста між Дінслакеном і Дуйсбургом паралельно Рейну як міська автомагістраль із півночі на південь через Дуйсбург. Ще один відрізок дороги веде з півдня від Дюссельдорфа до Леверкузена. Нарешті, A59 з'єднує Кельн з Бонн-Бойлем, на розв'язці Бонн-Ост вона вливається в B42 на правому березі Рейну, який був розроблений як жовта автомагістраль до Бад-Гоннефа.

## Маршрут

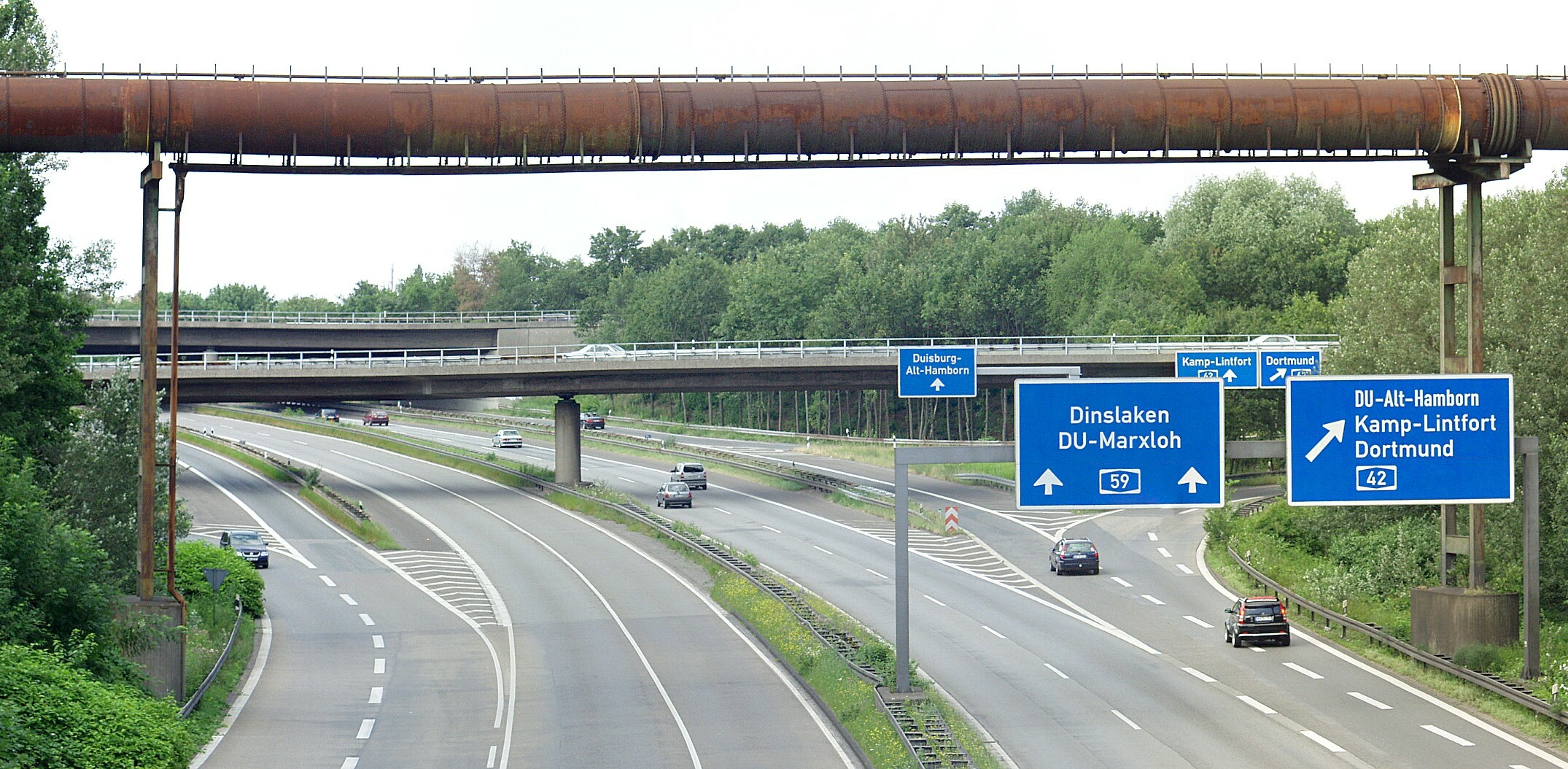
Перехрестя A59, з A42. Автобан перетинає газопровід від колишнього металургійного заводу, тепер Ландшафтний парк Дуйсбург-Північ.